# Монод, Элиотт
Элиотт Генри Давид Монод (англ. Eliott Henri David Mounoud; род. 10 августа 1995, Женева) — швейцарский игрок в пляжный футбол, вратарь. Выступает за сборную Швейцарии. Участник двух чемпионатов мира (2019, 2021). Лучший вратарь планеты в пляжном футболе (2021, 2022).

## Биография
Родился в Женеве. В возрасте трёх лет его родители переехали в Испанию, где осели в городе Торредембарра. Занимался в молодёжных футбольных командах «Настик» и «Реал Сарагоса».
Начал играть в пляжный футбол в 17 лет. Защищал цвета клуба «Торредембарра». Сыграл ключевую роль в завоевании Кубка Каталонии в июле 2017 года. Во второй раз завоевал данный трофей в 2019 года. Играл и в других испанских клубах — «Мурсия», «Леванте» и «Сан-Франциско». В зоне УЕФА представлял итальянскую «Террачину», грузинское «Динамо» из Батуми, португальский «Спортинг», израильскую «Фалфалу», польские «Лодзь» и «Бока Гданьск», украинский «Артур Мьюзик», российские «Спартака» и ЦСКА. Вне Европы играл за «Леонес Индомаблес» (Тринидад и Тобаго) и «Аль-Васл» (ОАЭ) и «Либертад» (Парагвай).
Поскольку он вырос в Испании, то стремился играть за сборную Испании, поэтому отклонил предложение выступить в составе Швейцарии на чемпионате мира 2017 года. Не получив испанское гражданство он в 2019 году согласился выступать за швейцарскую команду. Дебют для 22-летнего вратаря в сборной пришёлся на матч Евролиги против Испании (8:9), где Монод отметился двумя забитыми голами. Участник чемпионата мира 2019 года в Парагвае.
На чемпионате мира 2021 года в Москве швейцарцы завоевали бронзу, обыграв в решающем матче Сенегал (9:7), а Монод удостоился награды «Золотая перчатка» как лучший вратарь турнира. По итогам 2021 года Всемирная организация пляжного футбола признала Монода лучшим вратарём мира в пляжном футболе. В 2022 году он вновь удостоился звания лучшего пляжного вратаря планеты. Вместе с командой в 2023 году завоевал золото на Европейских играх в Польше.

## Достижения
| Сборная - Бронзовый призёр чемпионата мира: 2021 - Победитель Европейских игр: 2023 - Победитель Евролиги: 2022 Клубные - Чемпион Испании: 2022 (Леванте) - Вице-чемпион Испании: 2021 (Сан-Франциско) - Чемпион Польши: 2019 (Лодзь), 2020 (Бока Гданьск) - Чемпион Грузии: 2017 (Динамо Батуми) - Чемпион Тринидада и Тобаго: 2017 (Леонес Индомаблес) - Чемпион ОАЭ: 2022 (Аль-Васл) - Финалист Кубка Италии: 2019 (Террачина) - Победитель Кубка европейских чемпионов: 2023 (Фалфала) - Победитель Московского международного кубка: 2022 (ЦСКА) - Бронзовый призёр Кубка чемпионов мира: 2019 (Леванте) - Бронзовый призёр Кубка Либертадорес: 2023 (Либертад) - Финалист Inter Cup: 2017 (Торредембарра) - Серебряный призёр Кубка Аланьи: 2018 (Леванте) | Индивидуальные - Лучший вратарь мира в пляжном футболе: 2021, 2022 - Лучший вратарь чемпионата мира: 2021 - Лучший вратарь Кубка европейских чемпионов: 2023 - Лучший вратарь Inter Cup: 2017 - Лучший вратарь Кубка Аланьи: 2018 - Лучший вратарь Московского международного кубка: 2022 - Лучший вратарь чемпионата Польши: 2019 - Лучший вратарь чемпионата Тринидада и Тобаго: 2017 |  |